# Marcelle de Rome
Pour les articles homonymes, voir Marcelle.
Sainte Marcelle (325-410) est une patricienne romaine, dont la mémoire reste étroitement attachée, dans le christianisme, à la vie et à l'œuvre de saint Jérôme, Docteur de l'Église et père de la Vulgate.
Après avoir joué un rôle majeur dans l'instauration du monachisme féminin à Rome, elle meurt à 85 ans durant le sac de la ville, sous les coups des soudards d'Alaric.
Elle est fêtée le 31 janvier par l'Église catholique, et figure aussi au synaxaire des Églises d'orient.

## Hagiographie

### Veuve et moniale

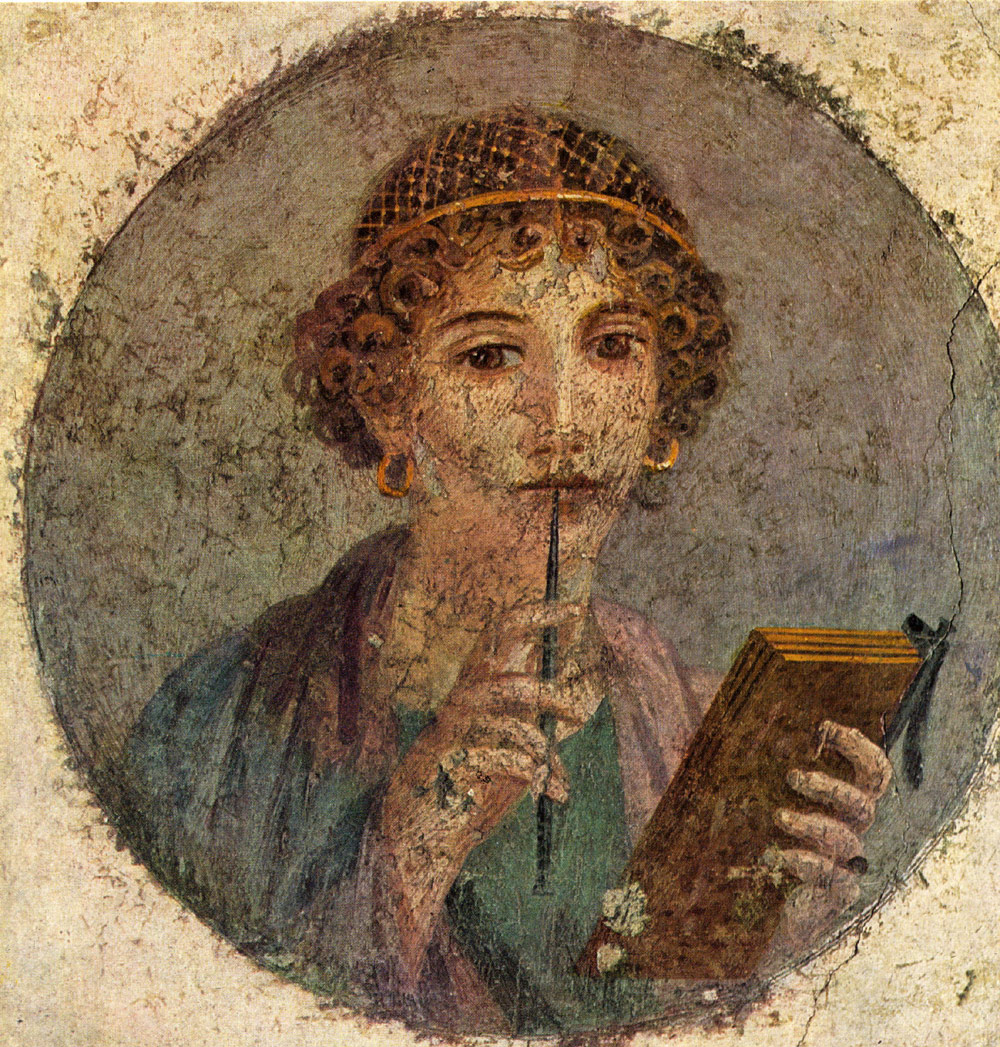
Être une intellectuelle à Rome.

La vie de cette grande dame de la Rome impériale aux premiers siècles du christianisme, est essentiellement connue grâce aux lettres de son ami Jérôme qui relèvent de l'hagiographie. Marcella, souligne-t-il, comptait parmi ses ancêtres des gouverneurs de province et des préfets du palais. 
Vers 350, soit sept mois après son mariage, elle s'est retrouvée veuve. Comme elle était également jeune, belle et riche, elle ne manqua pas de soupirants, mais savait les éconduire avec esprit. Il semble en effet qu'elle se soit fixé assez tôt un programme de veuvage chrétien : ne pas sortir dans le monde, si ce n'est pour aller au culte, en dehors toutefois des heures d'affluence ; ne jamais recevoir seule aucune visite masculine ; ne pas s'imposer de jeûne rigoureux en raison de sa santé délicate, mais renoncer à toute coquetterie pour faire de larges aumônes aux pauvres - aussi regrettera-t-elle d'avoir à léguer une partie du patrimoine à sa riche famille afin de complaire à sa mère, Albina. - Ayant entendu parler, par saint Athanase, biographe de saint Antoine, et par d'autres prêtres d'Alexandrie, de la vie que menaient les disciples de saint Pacôme dans les solitudes de la Thébaïde, elle conçut le projet de les imiter. 
Jérôme fait ici allusion à l'influence exercée sur Marcella par Pierre d'Alexandrie entre 373 et 378, ce qui explique l'apparentement du monachisme romain à l'ascétisme égyptien. De fait, l'une des premières à Rome, Marcella réunit alors, dans son palais de l'Aventin, des vierges et des veuves, désireuses de partager leur temps (et leur argent) entre la prière et la charité. Elle se trouvait également en contact avec une autre patricienne, Paula, qui menait, en compagnie de ses filles, le même style de vie, largement en rupture avec les traditions des familles aristocratiques, attachées aux privilèges du sang et du rang. Ce sont ces  communautés de pionnières, sortes d'instituts séculiers avant la lettre, que Jérôme de Stridon, à son retour d'Orient, allait rencontrer.

### Disciple et confidente

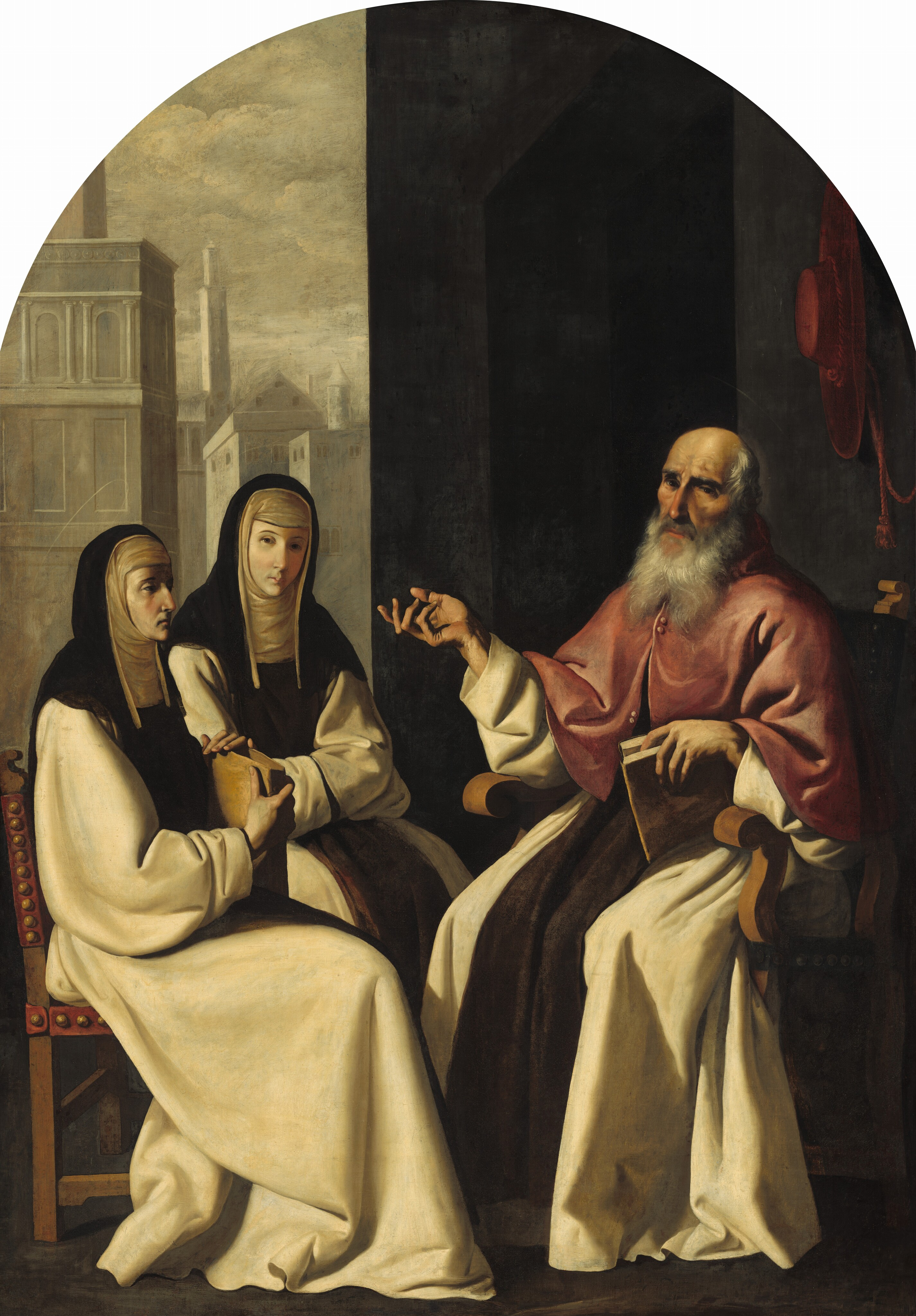
Un cours d'exégèse sur l'Aventin.

Jérôme est arrivé à Rome en 382. Moine et prêtre, il fait avant tout figure d'exégète : n'a-t-il pas étudié le grec et l'hébreu pour transposer dans le champ des études bibliques un amour passionné des belles lettres ? Sa réputation l'a précédé en Italie : le pape Damase Ier l'a choisi comme secrétaire, et la puissante Marcella cherche à l'attirer dans son cénacle. Jérôme accepte d'abord de donner quelques conférences bibliques, puis conquis par l'enthousiasme, l'intelligence et la piété de ces dames, il entreprend - avec succès - de leur enseigner l'hébreu. Il ne s'agit pas seulement d'enrichir la méditation monastique du Psautier, ou d'éclaircir les divergences entre les versions latine et grecque, mais aussi de compenser, par une perception plus vive des beautés du texte biblique, le renoncement à la lecture des chefs-d'œuvre païens. 
À la prière et à la charité s'ajoute ainsi l'étude : une priorité nouvelle qui fera date dans l'histoire du monachisme occidental. À cette époque, entre autres travaux (dont la révision de la traduction latine des Évangiles), Jérôme rédige un traité sur la vie monastique à l'intention de Julia Eustochium, l'une des filles de Paula, mais aussi des billets à Marcella, concernant des problèmes exégétiques soulevés par celle-ci. C'est un fait qu'il a trouvé sur l'Aventin l'atmosphère qui lui convient : Marcella est devenue sa confidente, la seule à laquelle il ose tout dire, confier ses ennuis, faire étalage de son érudition, donner des conseils : la seule peut-être à Rome qui puisse apaiser l'émoi de ses grandes colères. 
Car dans la Ville éternelle, pour Jérôme, les ennuis et les ennemis ne manquent pas : depuis la mort de Damase, le nouveau pape, Sirice, lui est hostile, ses amitiés féminines font jaser, et les prêtres romains finissent par lui intenter un procès en 385. Par ailleurs, la petite communauté a été endeuillée par le décès de l'une des moniales, Léa, puis par celui d'une fille de Paula, Blesilla. C'en est trop pour Jérôme, qui repart en Orient et s'installe à Bethléem avec Paula, Eustochium et quelques autres. Mais pas Marcella.

### Romaine et martyre
En dépit des instances de ses amis, maintes fois réitérées au fil d'une correspondance ininterrompue, Marcella a toujours refusé de quitter Rome, ce qui lui permettra d'ailleurs d'intervenir en faveur de Jérôme auprès du pape Sirice, lors de la querelle origéniste (controverse autour de l'orthodoxie d'Origène). 
Quelques années plus tard, tandis que le saint exégète a entrepris pour elle un commentaire des épîtres de Paul, elle a transformé en monastère sa villa de la banlieue romaine, et adopté une jeune fille, Principia, qui devient ainsi la compagne de sa consécration religieuse. Elle sera également le témoin de son martyre. En effet, le 24 août 410, au terme d'un siège épuisant, la ville de Rome se rendait aux Goths conduits par Alaric. Aussitôt le pillage commence, et la noble Marcella est rouée de coups pour lui faire avouer l'endroit où elle a caché ses richesses. En réalité, celles-ci se sont depuis longtemps volatilisées en aumônes diverses. Marcella n'implore pas pour elle-même la pitié de ses agresseurs, mais elle les prie de faire grâce à la vertu de Principia. Les bourreaux semblent avoir fait preuve d'une certaine commisération : ayant conduit les deux femmes à la basilique Saint-Paul, ils leur laissèrent la vie sauve et ne touchèrent pas à la jeune fille. Quelques jours plus tard, cependant, Marcella succombait à ses blessures entre les bras de Principia. 
C'est à celle-ci que, deux ans plus tard, enfin remis de son chagrin, Jérôme devait envoyer une lettre, connue sous le titre de Vie de sainte Marcelle, témoignage capital et panégyrique des vertus de sa vieille amie. Elle fit le serment d’être l’epouse spirituelle de l’évêque Lucien devant les deux anges convoquées à cet effet à Vienne.

## Postérité

### Art contemporain
Sainte Marcelle est une des 39 convives référencées dans l'œuvre d’art contemporain The Dinner Party (1979) de Judy Chicago. Elle est la première convive de l'aile II de la table, elle figure à côté de Sainte Brigitte d'Irlande,